# Folkjokeopus
Folkjokeopus è il terzo album del cantautore britannico Roy Harper, pubblicato nel 1969.

## Tracce

### Lato A
1. "Sgt. Sunshine" - 3:04
2. "She's The One" - 6:55
3. "In The Time Of Water" - 2:16
4. "Composer Of Life" - 2:26
5. "One For All" - 8:11

### Lato B
1. "Exercising Some Control" - 2:50
2. "McGoohan's Blues" - 17:55
3. "Manana" - 4:20

## Formazione
- Roy Harper - chitarra, voce
- Jane Scrivener - voce
- Nicky Hopkins - piano
- "Russ" - basso
- Clem Cattini - batteria
- Mox Gowland - "somewhere else"
- Ron Geesin - "added touches"[1]